# حمام چوبدار علیا
حمام چوبدار علیا مربوط به دوره قاجار است و در شهرستان دورود، بخش مرکزی، دهستان ژان، روستای چوبدار علیا واقع شده و این اثر در تاریخ ۲۸ اسفند ۱۳۸۵ با شمارهٔ ثبت ۱۸۵۹۶ به‌عنوان یکی از آثار ملی ایران به ثبت رسیده است.